# Roiville
Roiville (ʁwa.vilⓘ) es una población y comuna francesa, situada en la región de Baja Normandía, departamento de Orne, en el distrito de Argentan y cantón de Vimoutiers.

## Demografía
| 190 | 143 | 163 | 147 | 132 | 121 |
| Para los censos de 1962 a 1999 la población legal corresponde a la población sin duplicidades (Fuente: INSEE [Consultar]) |     |     |     |     |     |